# Dame Hojo
 (août 2017).
Si vous disposez d'ouvrages ou d'articles de référence ou si vous connaissez des sites web de qualité traitant du thème abordé ici, merci de compléter l'article en donnant les références utiles à sa vérifiabilité et en les liant à la section « Notes et références ».

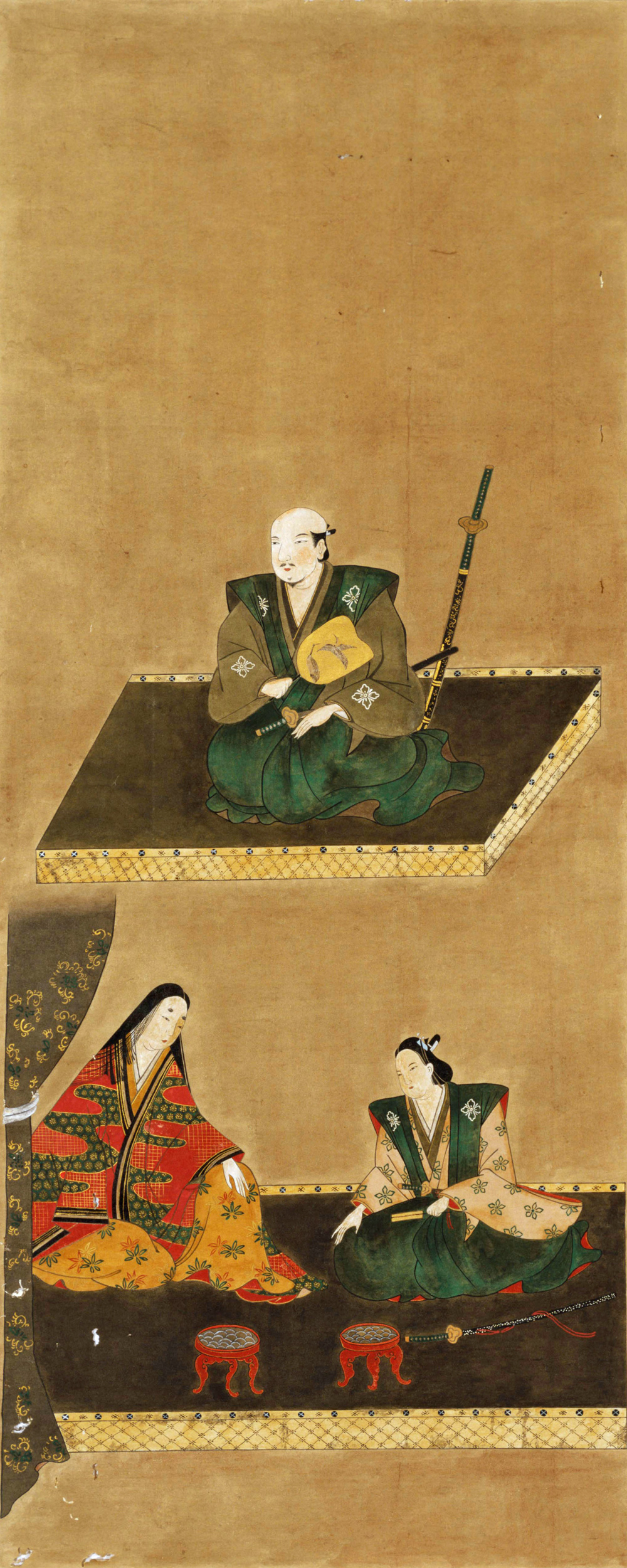
Portrait de Katsuyori Takeda (en haut), de Shizuka (en bas à gauche) et de Nobukatsu Takeda (fils de Katsuyori d'une autre femme, en bas à droite)

Dame Hōjo (1564-1582), aussi connue sous le nom de Shizuka ou Keirin'in, est la sixième fille du daimyo Hojo Ujiyasu et la deuxième épouse de Takeda Katsuyori. Elle est une figure importante de l'époque Sengoku au Japon.

## Biographie
Elle est la sixième fille de Hojo Ujiyasu, célèbre daimyo de la région du Kanto, surnommé le lion de Sagami. Sa mère était une des concubines de Ujiyasu et la fille de Norihide Matsuda, un vassal du clan Hojo.
En 1550, le traité d'alliance Kai-Sagami-Suruga est signé ; celui-ci consiste en une alliance entre les Takeda, les Hojo et les Imagawa, et les lie par des mariages, dont l'union entre Ujimasa Hojo, le frère de Shizuka et Obaii-in, la fille de Takeda Shingen. Toutefois, l'alliance cesse quand celui-ci attaque les Imagawa, qui sont les meilleurs alliés des Hojo. 
Quelques années plus tard, Ujiyasu Hojo meurt, et son dernier souhait est de renouer l'alliance entre les Hojo et les Takeda. Ujimasa Hojo succède à son père et Dame Hojo fut mariée à Katsuyori Takeda, l'héritier de Shingen.
En 1578, Kenshin Uesugi, daimyo de la province d'Echigo, meurt ; une guerre de succession du clan (rébellion d'Otate) éclate entre ses deux fils adoptifs, Uesugi Kagekatsu et Uesugi Kagetora, qui était le frère de Shizuka. Les Hojo prennent évidemment le parti de Kagetora, contrairement au Takeda qui prirent celui de Kagekatsu. Kagetora Uesugi meurt et Kagekatsu devient daimyo. L'alliance entre les Hojo et les Takeda cesse, néanmoins, Shizuka reste l'épouse de Katsuyori et ne retourne pas aux Hojo.
En 1581, Oda Nobunaga gagne la guerre contre Katsuyori Takeda. Shizuka et son mari se font seppuku. Elle se reproche de ne pas avoir renoué l'alliance entre son frère et son mari ou de retourner aux Hojo.

## Famille
- Père : Ujiyasu Hojo, fils de Hojo Ujitsuna
- Mère : fille de Norihide Matsuda

- Frères :
  - Ujimasa Hojo
  - Ujiteru Hojo
  - Ujikuni Hojo
  - Ujinori Hojo
  - Ujitada Hojo
  - Kagetora Uesugi
  - Ujimitsu Hojo

- Sœurs :
  - Dame Hayakawa, épouse Ujizane Imagawa
  - Nanamagari-dono, épouse Ujishige Hojo

- Époux :
  - Katsuyori Takeda, fils de Shingen Takeda

- Enfants :
  - Katsuoya Takeda
  - Sadahime, épouse Yoshihisa Miyahara
  - Koguhime, épouse Tadaoki Naito